# 英国队长
英國隊長（英語：Captain Britain）是漫威漫画MARVEL的超级英雄，本名布莱恩·布拉多克（Brian Braddock）。出身莫爾登，在爱丁堡費蒂斯公學上学。後來意外被梅林赋予力量後成為英國隊長，武器是亚瑟王曾使用的石中剑和護身符。

## 人物
布萊恩·布拉多克是靈蝶的雙胞胎弟弟，接受梅林的挑選而成為英雄團體——聖劍（Excalibur）的領隊和大英帝國與全能宇宙的守護者“英國隊長”。每當布萊恩接觸到權力護符，他便會立即變身成為英國隊長，給予他超人的力量、耐力、敏捷和反射神經，透過星型權杖（Star Scepter）創造能量護盾和飛行。英國隊長的能力主要來自於包含來世（Otherworld）在內的每一個現實，集中在英倫三島的跨維度能量，距離現場太遠將會導致能量的損耗。他的服裝充當天線和電池的功用，讓他保留力量到達其他地方。當他與梅根在羅馬的提示下摧毀了來世的能量矩陣，允許他在未穿著服裝下在英國境內保留他的能力。當梅林在史克魯爾人入侵期間復活了英國隊長，英國隊長的力量再度被重塑，現在他的力量水平更多是取決於信心和毅力，目前全力上限仍是未知數。當英國隊長拔出聖劍（Excalibur），集合了最強巫師梅林的兩件法寶──正義之劍（Sword of Might）和權力護符（Amulet of Right），據稱他將擁有切開整個全能宇宙的力量。